# Anisogomphus
Anisogomphus is een geslacht van libellen (Odonata) uit de familie van de rombouten (Gomphidae).

## Soorten
Anisogomphus omvat 17 soorten:
- Anisogomphus anderi Lieftinck, 1948
- Anisogomphus bivittatus Selys, 1854
- Anisogomphus caudalis Fraser, 1926
- Anisogomphus flavifacies Klots, 1947
- Anisogomphus forresti (Morton, 1928)
- Anisogomphus maacki (Selys, 1872)
- Anisogomphus neptunus Karube & Kompier, 2016
- Anisogomphus nitidus Yang & Davies, 1993
- Anisogomphus occipitalis (Selys, 1854)
- Anisogomphus orites Laidlaw, 1922
- Anisogomphus pinratani Hämäläinen, 1991
- Anisogomphus resortus Yang & Davies, 1996
- Anisogomphus solitaris Lieftinck, 1971
- Anisogomphus tamdaoensis (Karube, 2001)
- Anisogomphus vulvalis Yousuf & Yunus, 1977
- Anisogomphus yanagisawai Sasamoto, 2015
- Anisogomphus yingsaki Makbun, 2017